# Азијско првенство у рукомету за жене 1987.
Азијско првенство у рукомету за жене 1987. је прво Азијско првенствуо вакво такмичење на Азији, који је одржано од 15. августа до 1. септембра, 1987. у Аману (Јордан), у организацији АХФ.

## Систем такмичења
На првенству је учествивало 6 репрезентација, које су у предтакмичењу биле подељене у две групе А и Б са по 3 екипе. Играло се по једноструком бод систему (свако са сваким по једну утакмицу).
Две првопласиране екипе из полуфиналних група унакрсно су играле полуфиналне мечеве (А.1/Б.2 и Б.1/А.2). Поражене екипе су одлучивале о трећем месте, а победнице за прво место, односно за првог првака Азије.
Трећепласирани су играли утакмицу за 5 место.

## Групе
| Група A - Јапан - Јужна Кореја - Кинески Тајпеј | Група Б - Кина - Мађарска - Сирија |  |

## Резултати

### Група А
| 1. екипа     | Резултат | 2. екипа       |
| ------------ | -------- | -------------- |
| Јужна Кореја | 42 : 11  | Кинески Тајпеј |
| Јапан        | 35 : 20  | Кинески Тајпеј |
| Јужна Кореја | 32 : 16  | Јапан          |

| Табела групе А | И | Д | Н | И | ДГ | ПГ | ГР  | Бод. |
| -------------- | - | - | - | - | -- | -- | --- | ---- |
| Јужна Кореја   | 2 | 2 | 0 | 0 | 74 | 27 | +47 | 4    |
| Јапан          | 2 | 1 | 0 | 1 | 51 | 52 | -1  | 2    |
| Кинески Тајпеј | 4 | 0 | 0 | 2 | 31 | 77 | -47 | 0    |

- Легенда:
 И =играо, П = победа, Н = нерешено, Г = пораз, ДГ = дати голови, ПГ = примљени голови, ГР = гол-разлика, Б = бодови, тамнија поља - игра као домаћин, зелена боја - настављају такмичење, црвена боја - испадају из такмичења

### Група Б
| 1. екипа | Резултат | 2. екипа |
| -------- | -------- | -------- |
| Јордан   | 11 : 25  | Сирија   |
| Кина     | 40 : 8   | Сирија   |
| Јордан   | 8 : 50   | Кина     |

| Табела групе А | И | Д | Н | И | ДГ | ПГ | ГР  | Бод. |
| -------------- | - | - | - | - | -- | -- | --- | ---- |
| Кина           | 2 | 2 | 0 | 0 | 90 | 16 | +74 | 4    |
| Сирија         | 2 | 1 | 0 | 1 | 33 | 51 | -18 | 2    |
| Јордан         | 4 | 0 | 0 | 2 | 19 | 75 | -56 | 0    |

## Финални део
| Ранг            | 1. екипа       | Резултат | 2. екипа |
| --------------- | -------------- | -------- | -------- |
| Меч за 5 место  | Кинески Тајпеј | 43 : 15  | Јордан   |
| Полуфинале      | Јужна Кореја   | 37 : 6   | Сирија   |
| Полуфинале      | Кина           | 34 : 31  | Јапан    |
| Меч за 3. место | Сирија         | 9 : 26   | Јапан    |
| Финале          | Јужна Кореја   | 34 : 24  | Кина     |

## Коначан пласман
| Пласман | Репрезентација |
| ------- | -------------- |
|         | Јужна Кореја   |
|         | Кина           |
|         | Јапан          |
| 4       | Сирија         |
| 5       | Кинески Тајпеј |
| 6       | Јордан         |

За Летње олимпијске игре 1988. у Сеулу, пласирале су се репрезентације Јужне Кореје и Кине. Кина се квалификована иако је била друга, јер се првопласирана Јужна Кореја аутоматски квалификовала као домаћин Олимпијских игара 1988.
| 2° место Кина | Победник 1. Азијског првенства у рукомету за жене Јужна Кореја 1° титула | 3° место Јапан |